# Eryk Poganin
Eryk VIII Poganin szw. Erik Hedningen – władca Szwecji w latach (1066–1067). Po śmierci Stenkila Ragnvaldssona rozpoczął wojnę z Erykiem Stenkilssonem o koronę szwedzką. Obaj zginęli w trakcie wojny. Dzięki Adamowi z Bremy znamy tylko imiona obu Eryków oraz pochodzenie jednego z nich.